# Moyen nacré des Atlas
Fabriciana auresiana
Espèce
Le Moyen nacré des Atlas (Fabriciana auresiana) est une espèce nord-africaine de lépidoptères (papillons) de la sous-famille des Heliconiinae (famille des Nymphalidae).

## Description
L'imago de Fabriciana auresiana est un papillon de taille moyenne. Le dessus des ailes a un fond fauve orangé, orné de nombreuses taches noires, notamment une série de lunules marginales, une série de taches postdiscales rondes, puis des dessins discaux et basaux plus linéaires. Le revers des ailes antérieures a des dessins similaires à son dessus, et celui des ailes postérieures a un fond verdâtre orné de taches blanc nacré.

### Ressemblances
Le Moyen nacré des Atlas ressemble au Moyen nacré (Fabriciana adippe) et au Chiffre (Fabriciana niobe), qui se rencontrent sur le continent européen ; il en diffère notamment par sa suffusion verte aux revers des ailes postérieures.

## Biologie

### Phénologie
Il vole de mai à août suivant les lieux.

### Plantes-hôtes
Les plantes-hôtes de sa chenille sont des Viola.

## Distribution et biotopes
Le Moyen nacré des Atlas est endémique d'Afrique du Nord. Il est présent au Maroc et en Algérie, plus précisément dans le Rif, le Moyen Atlas, le Haut Atlas, l'Anti-Atlas et l'Aurès,.
La sous-espèce astrifera réside en altitude, sur l'étage montagnard des xénophytes épineux, tandis que les sous-espèces maroccana et hassani sont plus forestières,.

## Systématique
L'espèce actuellement appelée Fabriciana auresiana a été décrite par l'entomologiste allemand Hans Fruhstorfer en 1908, à l'époque en tant que sous-espèce, sous le nom d’Argynnis adippe auresiana.

### Synonymes
- Argynnis adippe auresiana Fruhstorfer, 1908 — protonyme
- Argynnis auresiana (Fruhstorfer, 1908)
- Fabriciana niobe auresiana Fruhstorfer, 1908

### Sous-espèces
Plusieurs sous-espèces ont été décrites, :
- Fabriciana auresiana auresiana (Fruhstorfer, 1908) — Algérie (Aurès).
- Fabriciana auresiana maroccana (Belter, 1935) – Maroc (Moyen Atlas).
- Fabriciana auresiana astrifera Higgins, 1965 — Maroc (Haut Atlas et Anti-Atlas).
- Fabriciana auresiana hassani Weiss, 1979 — Maroc (Rif).

## Conservation
L'espèce n'a pas de statut de protection légale[réf. souhaitée]. La sous-espèce maroccana est en voie d'extinction, tandis que les sous-espèces astrifera et hassani sont peu menacées.